# Carlos Alvarado Quesada

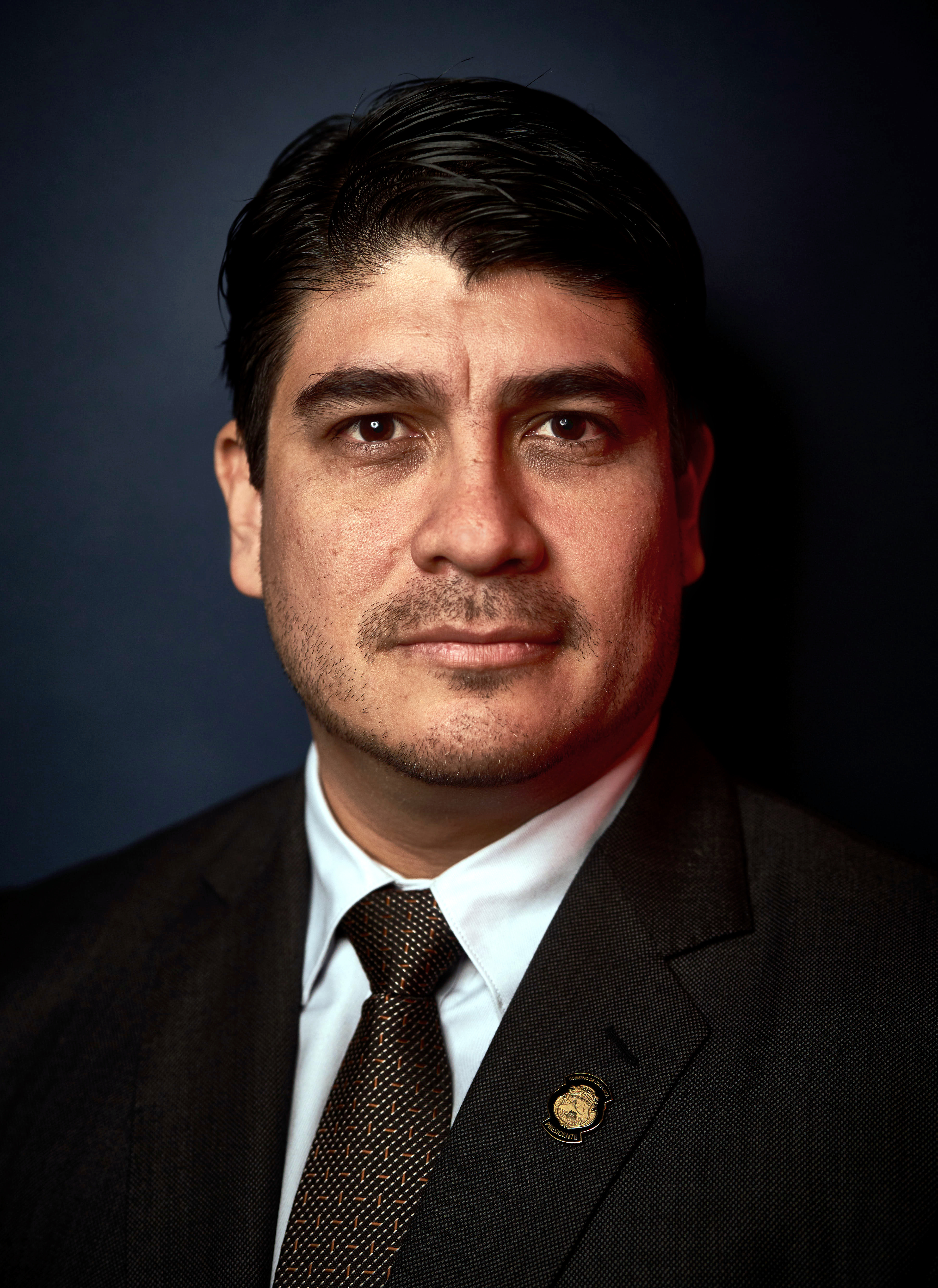
Carlos Alvarado Quesada, 2019

Carlos Alvarado Quesada (* 14. Januar 1980 in San José) ist ein costa-ricanischer Autor und Politiker der Partido Acción Ciudadana (PAC).  Zwischen 2018 und 2022 war er Präsident von Costa Rica.

## Leben
Alvarado Quesada studierte an der Universidad de Costa Rica und an der University of Sussex. Er wurde Mitglied der PAC und war von 2006 bis 2010 Berater der PAC-Fraktion im Parlament Costa Ricas. 2014 fungierte er als Pressesprecher des Wahlkampfteams von Luis Guillermo Solis Rivera während dessen Amtszeit er von 2014 bis 2016 Minister für Entwicklung und soziale Integration war. Als Nachfolger von Víctor Morales Mora war er von 2016 bis 2017 Minister für Arbeit und soziale Sicherung seines Landes. Bei der Präsidentschaftswahl in Costa Rica 2018 erreichte er in der ersten Runde am 4. Februar 2018 mit 21,7 % der Stimmen den zweiten Platz hinter Fabricio Alvarado Muñoz (24,1 %). Damit gelang ihm der Einzug in die Stichwahl am 1. April 2018. In dieser Stichwahl setzte er sich mit 60,8 % der gültigen Stimmen durch und wurde Staats- und Regierungschef von Costa Rica in der Nachfolge von Solis Rivera. Quesada ist mit der Architektin Claudia Dobles Camargo verheiratet.

## Werke (Auswahl)
- 2006: Transcripciones Infieles  (gemeinschaftlich mit Perro Azul)
- 2006: La historia de Cornelius Brown (ausgezeichnet mit dem Young Creation Award des Editorial Costa Rica)
- 2012: Las Posesiones, Roman[4]